# Mina e o Conde
Mina e o Conde é um cartoon criado por Rob Renzetti, o qual nunca foi desenvolvido realmente para uma série. Ao invés disso, foi apresentado no Cartoon Network e Nickelodeon em seus pequenos curtas do "What a Cartoon!" e "Oh Yeah! Cartoons".
Mesmo com a grande quantidade de fãs pedindo para que o desenho se tornasse uma série, o presidente da Federator Studios, Fred Seibert, afirmou que atualmente não haverá desenvolvimento algum.
O original curta Mina e o Conde, "Interlúdio com um Vampiro", foi lançado no "What a cartoon!", na metade dos anos 90. Esse curta é sobre uma menina de 7 anos chamada Mina Harper (provavelmente uma paródia de Mina Harker, personagem do livro Drácula) e seu encontro com um vampiro durante a noite (o conde acidentalmente a encontrou quando na verdade estava procurando por "Nina Parker", que por sinal é outra referência a uma personagem de Drácula). Dizem os rumores que esse curta inspirou a série "As Terríveis Aventuras de Billy e Mandy".
No desenvolvimento da história existem: o vampiro chamado apenas de O Conde ou Vlad (que no original inglês tem um sotaque muito criativo), a garota mortal chamada Mina, sua irmã mais velha Lucy, seu colega de escola Nick, seu pai e o servo do Conde, Igor.
Tudo acontece em uma pequena cidade Norte Americana onde se encontra a casa de Mina, sua escola e o castelo do Conde, inclusive.

## Personagens Principais e suas Características
Mina Harper: Uma menina humana de 7 anos de idade, possui cabelos longos e vermelhos amarrados em um rabo de cavalo e veste roupas com o mesmo tom de seu cabelo. Ela adora seus brinquedos e briga constantemente com sua irmã Lucy. Tem um certo problema com seu colega da escola Nick, que pratica bullying. A mãe de Mina nunca apareceu em nenhum episódio por razões desconhecidas. Mina sabe cozinhar alguns alimentos, mas infelizmente, para o Conde, ela não sabe que vampiros odeiam alho.
Vlad, o Conde: Um vampiro de aproximadamente 700 anos. Possui pele azul-clara, veste um smoking preto e branco a moda antiga. No seu passado, Vlad vivia provavelmente bebendo o sangue de senhoritas, mas graças a Mina, ele agora é "menos mau". Possui também vários poderes, como mover objetos remotamente (apenas gesticulando com a mão), hipnotizar uma pessoa ou animal para fazer qualquer comando, incluindo também habilidades de se transformar em um morcego ou uma nuvem. Ele adora brincar com Mina e é muito inteligente. Odeia comida humana, já se referindo a ela como "lixo" uma vez.
Igor: Servo do Conde, o qual usa sandálias, roupas verdes e tem uma corcunda, como Quasímodo. Ele não gosta de Mina, porque ela tornou seu mestre em um homem amável. Odeia beijos, abraços, ou qualquer coisa próxima a isto.
Sr. Harper: Pai de Mina. Não sabe que Vlad é um vampiro e acredita que o próprio é professor de violino de Mina. Sempre está tentando fazer com que suas filhas parem de brigar.
Lucy: Irmã de Mina. Tem um suposto namorado chamado Bobby, mas é totalmente ignorado depois que Lucy conhece o Conde, por quem se apaixona. Por ser uma garota jovem, seu sangue é muito atraente para os vampiros, por isso Vlad tenta manter a máxima distância entre ela, também se contendo por Lucy ser a irmã de Mina.

## Dubladores
- Mina Harper - Tara Strong (originalmente Ashley Johnson)
- Vlad o Conde - Mark Hamill
- Igor - Robert Galey (originalmente Jeff Bennett)
- Sr. Harper - Michael Bell

## Lista de Episódios
1. Interlude With A Vampire
2. My Best Friend
3. Franken Frog
4. The Vampire That Came to Dinner
5. The Ghoul's Tribunal
6. Playing a Hunch